# Chmielnik (gemeente in powiat Kielecki)
De gemeente Chmielnik is een stad- en landgemeente in het Poolse woiwodschap Święty Krzyż, in powiat Kielecki.
De zetel van de gemeente is in Chmielnik.
Op 30 juni 2004 telde de gemeente 11 554 inwoners.

## Oppervlakte gegevens
In 2002 bedroeg de totale oppervlakte van gemeente Chmielnik 142,87 km², waarvan:
- agrarisch gebied: 75%
- bossen: 16%

De gemeente beslaat 6,36% van de totale oppervlakte van de powiat.

## Demografie
Stand op 30 juni 2004:
| Omschrijving                   | Totaal | Totaal | Vrouwen | Vrouwen | Mannen | Mannen |
| ------------------------------ | ------ | ------ | ------- | ------- | ------ | ------ |
| eenheid                        | aantal | %      | aantal  | %       | aantal | %      |
| inwoners                       | 11 554 | 100    | 5772    | 50      | 5782   | 50     |
| bevolkingsdichtheid (inw./km²) | 80,9   | 80,9   | 40,4    | 40,4    | 40,5   | 40,5   |

In 2002 bedroeg het gemiddelde inkomen per inwoner 1605,14 zł.

## Aangrenzende gemeenten
Busko-Zdrój, Gnojno, Kije, Morawica, Pierzchnica, Pińczów